# Alternativní teorie množin
Alternativní teorie množin obecně je alternativní matematický přístup ke konceptu množiny. Je to navrhovaná alternativa k standardní teorii množin.
Některé z alternativních teorií množin:
- teorie polomnožin
- teorie hrubých množin
- teorie neostrých množin
- teorie množin New Foundations
- teorie kladných množin

Alternativní teorie množin (nebo ATM) je také specifický název konkrétní teorie vyvinuté v 70. - 80. letech 20. století Petrem Vopěnkou a jeho studenty. Staví na některých myšlenkách teorie polomnožin, ale zavádí i radikálnější změny: např.: všechny množiny jsou konečné (ačkoliv některé jsou "nestandardně konečné" a externě ve skutečnosti nekonečné, a v ATM existují také třídy, které mohou být nekonečné i interně.